# 欧特勒托
欧特勒托（法語：Autretot，法語發音：[otʁəto]）是法国滨海塞纳省的一个旧市镇，属于鲁昂区。2019年1月1日，欧特勒托与市镇沃维尔莱邦合并为新市镇莱欧德科，欧特勒托为新市镇行政中心。

## 地理
欧特勒托（49°39'5"N, 0°43'52"E）面积3.8 平方千米，位于法国诺曼底大区滨海塞纳省，该省份为法国北部沿海省份，其西部及北部濒大西洋英吉利海峡，东起顺时针与索姆省、瓦兹省、厄尔省和卡爾瓦多斯省接壤。
与欧特勒托接壤的市镇（或旧市镇、城区）包括：邦勒孔特、欧托勒瓦图瓦、欧托圣叙尔皮斯、罗克福尔、沃维尔莱邦。
欧特勒托的时区为UTC+01:00、UTC+02:00（夏令时）。

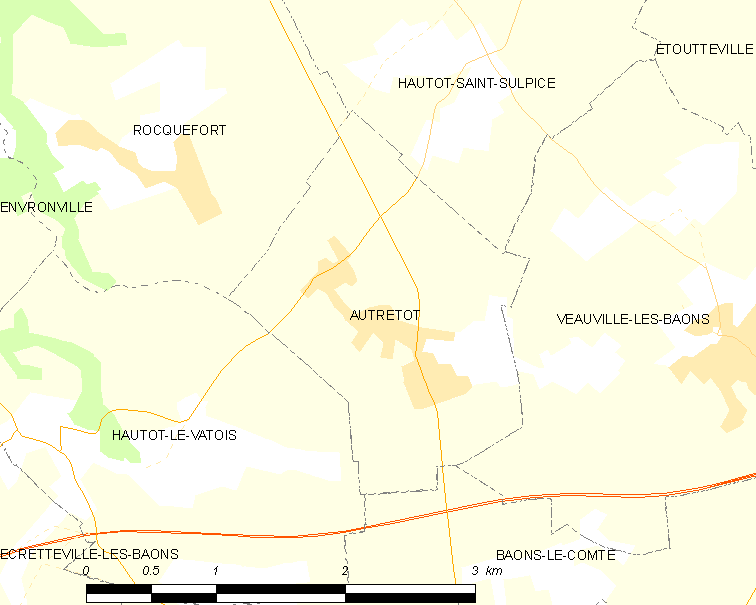
欧特勒托的OSM定位图

## 行政
欧特勒托的邮政编码为76190，INSEE市镇编码为76041。

## 政治
欧特勒托所属的省级选区为伊沃托县。

## 人口

1962-2008年间欧特勒托人口变化图示

欧特勒托于2018年1月1日时的人口数量为649人。